# Clelia langeri
Espèce
Clelia langeri est une espèce de serpents de la famille des Dipsadidae.

## Répartition
Cette espèce est endémique de la province de Florida dans le département de Santa Cruz en Bolivie.

## Étymologie
Cette espèce est nommée en l'honneur du frère Andrés Langer.

## Publication originale
- Reichle & Embert, 2005 : New species of Clelia (Colubridae) from the Inter-Andean dry valleys of Bolivia. Journal of Herpetology, vol. 39, no 3, p. 379-383.